# Gianluigi Stanga
Gianluigi Stanga (né le 28 novembre 1949 à Bergame en Italie) est un manager de cyclisme italien.

## Biographie
Stanga était cycliste amateur couronné de succès[Lesquels ?]. À la School of the sport of the Olympic Committee, il s'est qualifié comme manager d'équipe pour le cyclisme professionnel. Il possède également d'une licence d'économie de l'université Luigi Bocconi de Milan.
Après quelques années en tant que conseiller de la Fédération cycliste italienne, il travaille de 1979 à 1983 pour la Fédération cycliste grecque. Depuis 1983 il dirige des équipes cyclistes professionnelles. Ainsi, il a notamment dirigé les équipes Chateau d'Ax, Gatorade, Polti et Domina Vacanze.
À partir de 2006, il gère l'équipe italo-allemande Milram. Le témoignage de Jörg Jaksche révélant des pratiques de dopage au sein de l'équipe Polti, les aveux de dopage d'Erik Zabel en 1996 et le contrôle positif au salbutamol d'Alessandro Petacchi au Tour d'Italie 2007 convainquent le sponsor Milram à évincer Stanga de la direction de l'équipe cycliste. Gianluigi Stanga dirige depuis 2008 l'équipe élite italienne Uc Bergamasca 1902-De Nardi.
Stanga a notamment eu sous sa direction Francesco Moser, Gianbattista Baronchelli, Laurent Fignon, Gianni Bugno, Tony Rominger, Mauro Gianetti, Davide Rebellin, Luc Leblanc et Richard Virenque.